# Liste der Musikwettbewerbe und Preise
Die Liste nennt Wettbewerbe oder regelmäßige Veranstaltungen mit Preisverleihungen auf dem deutschsprachigen Unterhaltungssektor, die meist im Fernsehen übertragen werden. Die Wettbewerbe sind nach dem Zeitpunkt ihrer ersten Veranstaltung aufgelistet und kurz erläutert.

## Eurovision Song Contest
Der Eurovision Song Contest, im deutschsprachigen Raum zunächst auch als „Grand Prix Eurovision de la Chanson“ bekannt, findet seit 1956 jährlich im Frühjahr statt und hat sich inzwischen zum bedeutendsten Musikwettbewerb Europas entwickelt, bei dem fast alle europäischen Staaten teilnehmen.

## Deutsche Schlager-Festspiele
Radio Luxemburg veranstaltete 1959, 1960 und 1961 in Wiesbaden die Deutschen Schlager-Festivals. Von 1960 bis 1966 gab es in Baden-Baden die Deutschen Schlager-Festspiele, 1968 bis 1970 und 1973 wurden Deutsche Schlagerwettbewerbe veranstaltet und 1994 sowie 1997 bis 1999 ergab es erneut Deutsche Schlager-Festspiele. Siehe hierzu die jeweiligen Artikel.

## SchoolJam
Der SchoolJam ist Deutschlands größter Nachwuchswettbewerb für Schülerbands. Seit 2002 wird auf der Musikmesse Frankfurt die Siegerband gekürt, der unter anderem Auftritte auf dem Hurricane Festival winken.

## Hermann-Löns-Medaille
Die Hermann-Löns-Medaille ist ein Preis, der für besondere Verdienste im Bereich der volkstümlichen Musik verliehen wird. Der Preis ist nach dem Dichter Hermann Löns benannt und wird seit 1974 in unregelmäßigen Abständen verliehen.

## Goldene Stimmgabel
Die Veranstaltung Goldene Stimmgabel, anfangs auch unter der Bezeichnung „Tag des deutschen Schlagers“ bekannt, findet jährlich statt. Dabei werden Künstler der Unterhaltsmusik in verschiedenen Kategorien mit der Goldenen Stimmgabel ausgezeichnet. Die erste Verleihung erfolgte 1981 in Saarbrücken. Die Veranstaltung wurde damals von einigen Rundfunkanstalten ausgestrahlt. Bei der 3. Verleihung im Jahr 1983 war erstmals das deutsche Fernsehen ARD dabei. Seither wird die Veranstaltung jährlich entweder von der ARD oder vom ZDF aufgezeichnet und ausgestrahlt. Der Preis gilt als Nachfolger der „Goldenen Europa“ von RTL.

## Grand Prix der Volksmusik
Der Grand Prix der Volksmusik, teilweise auch unter der Bezeichnung Grand Prix des volkstümlichen Schlagers bekannt, wird seit 1986 jährlich im Sommer/Herbst veranstaltet und hat sich mittlerweile zum bedeutendsten Preis der volkstümlichen Musik entwickelt. Im Frühjahr eines Jahres gibt es seit 1989 Vorentscheidungen in den beteiligten Ländern. Zunächst waren nur Deutschland, Österreich und die Schweiz beteiligt. Seit 2000 nimmt auch Südtirol an diesem Wettbewerb teil. (Siehe auch Alpen Grand Prix)

## Edelweiß
Das Edelweiß war ein von der Zeitschrift „Frau im Spiegel“ in Berlin verliehener Volksmusikpreis, der teilweise im Fernsehprogramm Sat.1 übertragen wurde. Die Preise wurden gelegentlich auch als „Oscars der Volksmusik“ bezeichnet. Verleihungen gab es aber nur in den Jahren 1989 bis 1993.

## Lieder so schön wie der Norden
Der Liederwettbewerb Lieder so schön wie der Norden der Niedersächsischen Landesregierung, teilweise auch als „Grand Prix des Nordens“ bezeichnet, wurde 1990 erstmals durchgeführt und vom Norddeutschen Rundfunk (NDR) innerhalb der ARD übertragen. In den Jahren 1991, 1992 und 1993 fanden weitere Wettbewerbe statt. Danach führte der NDR die Sendung unter gleichem Titel als Unterhaltungssendung in loser Folge fort. Ein Wettbewerb mit Preisträgern wurde jedoch nicht mehr durchgeführt.

## Deutsches Song-Festival
Nachdem seit 1986 der Grand Prix der Volksmusik sehr erfolgreich war, sollte mit dem Deutschen Song-Festival ein Pendant im Bereich des Schlagers geschaffen werden. Gleichzeitig wollte man damit die Tradition der Deutschen Schlager-Festspiele der 1960er Jahre neu beleben. Daher wurde 1991 vom „Verein Arbeitsgemeinschaft Deutsche Musikwettbewerbe“ das Erste Deutsche Song-Festival ins Leben gerufen. Jedoch gab es zunächst nur 1992 eine Fortsetzung. Danach wurde dieser Wettbewerb wieder eingestellt. Erst zwei Jahre später wurde die Idee wieder aufgegriffen, als erneut Deutsche Schlager-Festspielen veranstaltet wurden.

## Der wahre Grand Prix
Der wahre Grand Prix wurde am 14. Mai 1993 als Satire auf den Eurovision Song Contest von Eberhard J. Wormer und Cornelia Prem zum ersten Mal im Münchner Theater für Kinder veranstaltet. 12 Schlager-Talente stellten sich einer „hochkarätigen“ Jury. James Blast und sein Vollplayback-Orchester begleiteten die hoffnungsvollen Künstler. In den Folgejahren gab es Fortsetzungen bis 1997. Die „schrille“ Veranstaltung fand vor allem in homosexuellen Kreisen großen Anklang. Moderiert wurde er im Jahr 1997 von Petra Perle und Rex Kildo. Im selben Jahr wurde er auch im ZDF ausgestrahlt. Danach wurde der wahre Grand Prix nicht mehr durchgeführt.

## Alpen Grand Prix
Der Alpen Grand Prix – Südtiroler Grand Prix der volkstümlichen Musik findet seit 1993 jährlich statt. Zunächst hieß der Wettbewerb nur „Südtiroler Grand Prix der Volksmusik“. Um Verwechslungen mit der seit 2000 stattfindenden Parallelveranstaltung „Südtiroler Vorentscheidung“ zum Grand Prix der Volksmusik zu vermeiden, wurde der traditionelle Wettbewerb ab 2001 in „Alpen Grand Prix – Südtiroler Grand Prix der volkstümlichen Musik“ umbenannt.

## Goldene Henne
Die Goldene Henne wird seit 1995 jährlich im Friedrichstadtpalast in Berlin zur Erinnerung an die 1991 verstorbene Sängerin und Entertainerin Helga Hahnemann (Spitzname „Henne“) verliehen. Der Preis ist ein goldenes Huhn aus Bronze. Veranstalter sind der Mitteldeutsche Rundfunk (MDR) und die Zeitschriften SUPER TV und SUPERillu, deren Zuschauer bzw. Leser die Preisträger ermitteln. Geehrt werden Personen aus den Bereichen Politik, Kultur, Sport und Massenmedien.

## Grand Prix des Schlagers
Der Grand Prix des Schlagers als Pendant zum Grand Prix der Volksmusik wurde 1998 ins Leben gerufen. Er sollte das Deutsche Song-Festival der Jahre 1991 und 1992 aufgreifen, konnte sich jedoch nicht durchsetzen, wenngleich sich die Schweiz im Jahr 1999 auch daran teilnehmen wollte. Jedoch wurde der Wettbewerb bereits nach der ersten Veranstaltung wieder eingestellt.
Sieger des Grand Prix des Schlagers wurde Oliver Haidt mit dem Titel Ich denk’ an Rhodos.

## Krone der Volksmusik
Die Krone der Volksmusik wird seit 1998 jährlich Anfang Januar vergeben. Mit dem Preis werden Künstler geehrt, die im Vorjahr einen Preis auf dem Gebiet der volkstümlichen Musik gewonnen haben oder einen besonderen Hitparaden-Erfolg verbuchen konnten. Darüber hinaus gibt es Ehrenpreise. Die Verleihung wird meist in der ARD live übertragen oder auch als Aufzeichnung später gesendet.
1992 gab es bereits unter dem Titel „Krone der Volksmusik“ eine Fernsehgala in RTL plus, bei der entsprechende Volksmusikpreise vergeben wurden. Die seinerzeitige Sendung wurde von Erika Bruhn moderiert. Es erschien auch eine CD mit allen Teilnehmern der Gala. Die Teilnehmer der Sendung waren: Stefanie Hertel, die Mühlenhof Musikanten, die Fischer-Chöre, Edward Simoni, die Kastelruther Spatzen, das Heimatduo Judith und Mel, Astrid Harzbecker, Slavko Avsenik und seine Original Oberkrainer, Tom Astor, die Zillertaler Schürzenjäger, Florian Silbereisen, Patrick Lindner, Bianca, die Kirmesmusikanten, das Original Naabtal Duo, die Gruppe Nordwind und Das Goldene Edelweiß.
In Österreich gibt es auch einen Wettbewerb unter der Bezeichnung „Krone der Volksmusik“. Dort werden Nachwuchskünstler auf dem Gebiet der volkstümlichen Musik geehrt.

## Grand Prix der guten Laune
Der Grand Prix der guten Laune wurde im Jahr 2000 einmal durchgeführt. Teilnehmer waren Künstler, die Stimmungslieder darboten.

## Bundesvision Song Contest
Der erstmals im Februar 2005 ausgetragene Bundesvision Song Contest ist ein von Stefan Raab im Rahmen der Late-Night-Comedysendung TV total initiierter Wettstreit in Anlehnung an den Eurovision Song Contest. Dabei treten deutsche Interpreten gegeneinander an, welche jeweils ein deutsches Bundesland repräsentieren.

## Internationaler Popinterpretenwettbewerb
Seit 2002 wird der Internationale Kinder- und Jugendwettbewerb der Popmusik-Interpreten „Berliner Perle“ vom MTV Berlin e. V. in drei Alterskategorien 10 bis 13, 14 bis 17 und 18 bis 21 Jahre (bei Duetten, Trios und Vokalgruppen entscheidet das Alter des ältesten Ensemblemitglieder über die Zuordnung zu den Alterskategorien) organisiert. 2006 nahmen Teilnehmer aus 14 Ländern teil. Höchste Auszeichnung ist der Grand Prix „Berliner Perle“, vergeben werden des Weiteren Preise für die Plätze 1 bis 3 in den jeweiligen Alterskategorien sowie ein Publikumspreis.

## Grand Prix der Chöre
Der Grand Prix der Chöre wurde 2007 vom ZDF ins Leben gerufen. Es treten Chöre aus den einzelnen deutschen Bundesländer gegeneinander an. Das Publikum entscheidet per TED über den besten Chor. 2008 wurde die Veranstaltung zum zweiten Mal durchgeführt.

## Swiss Music Awards
Die Swiss Music Awards (SMA) werden seit 2008 jährlich verliehen und haben sich als größte Musikpreisverleihung der Schweiz etabliert. Die SMA bilden das vielseitige Schweizerische Musikschaffen attraktiv ab und bieten der Szene eine wichtige Bühne. In einer aufwendig produzierten Show honorieren die SMA die vielseitigen Werke der erfolgreichsten Schweizer Musiker und aufstrebender Talente.

## Weitere Wettbewerbe
- Concurso Internacional de Guitarra Alhambra
- Liste der Musikwettbewerbe (Klassik)
- Deutscher Musikwettbewerb
- Internationaler Musikwettbewerb der ARD
- Preis der Europäischen Kirchenmusik
- Preis für Komponisten und Interpreten „Blaue Brücke“
- Grand Prix RTL International
- Treffen Junge Musik-Szene